# Provincia Cremona
Cremona este o provincie în regiunea Lombardia în Italia.